# Campeonato Mundial de Esquí Nórdico 2013 – Sprint masculino por equipos
El evento de Sprint masculino por equipo de esquí de fondo del Campeonato Mundial de Esquí Nórdico de 2013 tuvo lugar el 24 de febrero de 2013.

## Resultado

### Semifinales
| Pos. | Serie | Nº | País            | Atleta                                  | Tiempo        | Observaciones |
| ---- | ----- | -- | --------------- | --------------------------------------- | ------------- | ------------- |
| 1    | 1     | 1  | Suecia          | Marcus Hellner Emil Jönsson             | 21:55.5       | CLASIFICADOS  |
| 2    | 1     | 5  | Kazajistán      | Nikolay Chebotko Alexey Poltoranin      | 21:55.5       | CLASIFICADOS  |
| 3    | 1     | 4  | Italia          | David Hofer Federico Pellegrino         | 21:56.6       | Clasificados  |
| 4    | 1     | 3  | Rusia           | Alexei Petukhov Nikita Kriukov          | 21:58.0       | Clasificados  |
| 5    | 1     | 7  | República Checa | Dušan Kožíšek Aleš Razym                | 21:59.4       | Clasificados  |
| 6    | 1     | 2  | Noruega         | Pål Golberg Petter Northug              | 22:03.5       |               |
| 7    | 1     | 9  | Japón           | Hiroyuki Miyazawa Yuichi Onda           | 22:03.5       |               |
| 8    | 1     | 6  | Suiza           | Eligius Tambornino Joeri Kindschi       | 22:23.3       |               |
| 9    | 1     | 8  | Estonia         | Raido Rankel Peeter Kümmel              | 22:30.4       |               |
| 10   | 1     | 10 | Ucrania         | Ruslan Perekhoda Miroslav Bilosyuk      | 22:51.1       |               |
| 11   | 1     | 11 | Nueva Zelanda   | Andrew Pohl Nils Koons                  | 23:43.0       |               |
| 12   | 1     | 13 | Dinamarca       | Lasse Mølgård Lasse Hulgård             | 23:47.2       |               |
| 13   | 1     | 12 | Australia       | Phillip Bellingham Callum Watson        | 24:02.8       |               |
| 14   | 1     | 14 | Lituania        | Lukas Jakeliūnas Karolis Zlatkauskas    | 24:06.8       |               |
|      | 1     | 15 | Letonia         | Juris Damshkalns Rinalds Kostjukovs     | 1 vuelta      |               |
| 1    | 2     | 16 | Canadá          | Devon Kershaw Alex Harvey               | 21:50.4       | CLASIFICADOS  |
| 2    | 2     | 20 | Bielorrusia     | Sergei Dolidovich Michail Semenov       | 21:50.4       | CLASIFICADOS  |
| 3    | 2     | 18 | Alemania        | Tim Tscharnke Axel Teichmann            | 21:50.5       | Clasificados  |
| 4    | 2     | 17 | Francia         | Jean-Marc Gaillard Maurice Manificat    | 21:54.4       | Clasificados  |
| 5    | 2     | 22 | Austria         | Harald Wurm Bernhard Tritscher          | 22:02.6       | Clasificados  |
| 6    | 2     | 23 | Polonia         | Maciej Kreczmer Maciej Staręga          | 22:08.8       |               |
| 7    | 2     | 21 | Estados Unidos  | Erik Bjornsen Andrew Newell             | 22:17.3       |               |
| 8    | 2     | 19 | Finlandia       | Anssi Pentsinen Matias Strandvall       | 22:32.2       |               |
| 9    | 2     | 25 | Rumania         | Petrică Hogiu Paul Constantin Pepene    | 22:43.2       |               |
| 10   | 2     | 24 | Eslovaquia      | Martin Bajčičák Peter Mlynár            | 23:18.7       |               |
| 11   | 2     | 26 | China           | Xu Wenlong Sun Qinghai                  | 24:16.3       |               |
| 12   | 2     | 27 | Eslovenia       | Boštjan Klavžar Rok Tršan               | 24:25.6       |               |
|      | 2     | 28 | Reino Unido     | Alexander Standen Callum Smith          | 1 vuelta      |               |
|      | 2     | 29 | Islandia        | Sævar Birgisson Brynjar Leo Kristinsson | 1 vuelta      |               |
|      | 2     | 31 | Hungría         | Milán Szabó Balázs Gond                 | 1 vuelta      |               |
|      | 2     | 30 | Venezuela       | César Baena Bernardo Baena              | no comenzaron |               |

### Final
La final se llevó a cabo a las 12:30 (hora local).
| Pos.              | Nº | País            | Atleta                               | Tiempo  | Dif. de tiempo |
| ----------------- | -- | --------------- | ------------------------------------ | ------- | -------------- |
| Medalla de oro    | 3  | Rusia           | Alexei Petukhov Nikita Kriukov       | 21:30.9 |                |
| Medalla de plata  | 1  | Suecia          | Marcus Hellner Emil Jönsson          | 21:31.3 | +0.4           |
| Medalla de bronce | 5  | Kazajistán      | Nikolay Chebotko Alexey Poltoranin   | 21:31.6 | +0.7           |
| 4                 | 16 | Canadá          | Devon Kershaw Alex Harvey            | 21:31.6 | +0.7           |
| 5                 | 4  | Italia          | David Hofer Federico Pellegrino      | 21:34.4 | +3.5           |
| 6                 | 17 | Francia         | Jean-Marc Gaillard Maurice Manificat | 21:36.2 | +5.3           |
| 7                 | 22 | Austria         | Harald Wurm Bernhard Tritscher       | 21:39.2 | +8.3           |
| 8                 | 7  | República Checa | Dušan Kožíšek Aleš Razym             | 21:39.3 | +8.4           |
| 9                 | 18 | Alemania        | Tim Tscharnke Axel Teichmann         | 21:40.6 | +9.7           |
| 10                | 20 | Bielorrusia     | Sergei Dolidovich Michail Semenov    | 21:42.4 | +11.5          |